# Raïon de Drahitchyn
Le raïon de Drahitchyn (en biélorusse : Драгічынскі раён, Drahitchynski raïon) ou raïon de Droguitchine (en russe : Дрогичинский район, Droguitchinski raïon) est une subdivision de la voblast de Brest, en Biélorussie. Son centre administratif est la ville de Drahitchyn.

## Géographie
Le raïon couvre une superficie de 1 855,06 km2, dans le sud de la voblast. Le raïon de Drahitchyn est limité au nord par le raïon de Biaroza, à l'est par le raïon d'Ivanava, au sud par l'Ukraine (oblast de Volhynie), et à l'ouest par le raïon de Kobryn.

## Histoire
Le territoire de l'actuel raïon de Drahitchyn est devenu russe à l'occasion de la troisième partition de la Pologne, en 1795. Il fit partie du gouvernement de Grodno. Pendant la Première Guerre mondiale, il fut occupé par les troupes allemandes de 1915 à 1918, puis il devint polonais en 1921.
Le raïon de Drahitchyn fut établi le 15 janvier 1940 comme subdivision de la nouvelle voblast de Pinsk, créée le 4 décembre 1939 sur le territoire de la partie orientale de la Pologne — correspondant à la Biélorussie occidentale — annexée par l'Union soviétique. Le raïon fut occupé par l'Allemagne nazie du 25 juin 1941 au 17 juillet 1944 puis il redevint soviétique. Après la suppression de la voblast de Pinsk, en 1954, il fut rattaché à la voblast de Brest.

## Population

### Démographie
Les résultats des recensements (*) depuis 1959 montrent une diminution régulière de la population, qui s'accélère dans les premières années du XXIe siècle.
| 1959*  | 1970*  | 1979*  | 1989*  | 1999*  | 2009*  |
| ------ | ------ | ------ | ------ | ------ | ------ |
| 66 843 | 65 488 | 59 769 | 53 461 | 51 107 | 42 948 |

### Nationalités
Selon les résultats du recensement de 2009, la population du raïon se composait de trois nationalités principales :
- 95,12 % de Biélorusses ;
- 2,13 % de Russes ;
- 2,07 % d'Ukrainiens.

### Langues
En 2009, la langue maternelle était le biélorusse pour 82,06 % des habitants du raïon de Drahitchyn et le russe pour 16 %. Le biélorusse était parlé à la maison par 55,06 % de la population et le russe par 43,22 %.